# Shine Championship
El Shine Championship (Campeonato de Shine, en español) es el campeonato femenino principal de Shine Wrestling. La campeona actual es Ivelisse, quien se encuentra en su cuarto reinado.

## Historia
El torneo se llevó a cabo durante dos meses, del 19 de abril al 12 de julio de 2013, en Shine 9 y Shine 10, en The Orpheum en Ybor City, Florida. Las primeras dos rondas, semis y final se llevaron a cabo en el evento del 12 de julio llamado Shine 11.
- Saraya Knight derrotó a Su Yung.
- Jessicka Havok derrotó a Madison Eagles.
- Rain derrotó a Angelina Love.
- Santana Garrett derrotó a Kimberly.
- Leva Bates derrotó a Taylor Made.
- Mia Yim derrotó a Mercedes Martinez.
- LuFisto derrotó a Mercedes Martinez, Nikki Roxx y Su Yung en donde la ganadora se enfrentaba a Rain en la primera ronda.
- Ivelisse derrotó a Awesome Kong, Angelina Love y Kimberly en donde la ganadora se enfrentaba a Santana en la primera ronda.

Notas:
- Jessicka Havok derrotó a Portia Pérez para mantener su lugar en el torneo en Shine 9.
- Allysin Kay derrotó a Nikki Roxx, pero luego fue suspendida por 90 días por Lexie Fyfe y eliminada automáticamente en Shine 9.
- Jazz derrotó a Ivelisse pero nunca entró al torneo por razones no reveladas

### Torneo por el título
|  | Cuartos de final | Cuartos de final | Cuartos de final |         |         | Semifinales | Semifinales | Semifinales |  |  | Final | Final | Final |  |
|  |                  |                  |                  |         |         |             |             |             |  |  |       |       |       |  |
|  |                  |                  |                  |         |         |             |             |             |  |  |       |       |       |  |
|  | 1                | Saraya Knight    |                  |         |         |             |             |             |  |  |       |       |       |  |
|  | 1                | Saraya Knight    |                  |         |         |             |             |             |  |  |       |       |       |  |
|  | 8                | Jessicka Havok   | Pin              |         |         |             |             |             |  |  |       |       |       |  |
|  | 8                | Jessicka Havok   | Pin              |         | Rain    | Rain        | Pin         |             |  |  |       |       |       |  |
|  |                  |                  |                  |         | Rain    | Rain        | Pin         |             |  |  |       |       |       |  |
|  |                  |                  | Jessicka Havok   |         |         |             |             |             |  |  |       |       |       |  |
|  | 5                | Rain             | Pin              |         |         |             |             |             |  |  |       |       |       |  |
|  | 5                | Rain             | Pin              |         |         |             |             |             |  |  |       |       |       |  |
|  | 4                | LuFisto          |                  |         |         |             |             |             |  |  |       |       |       |  |
|  | 4                | LuFisto          |                  |         |         |             | Mia Yim     |             |  |  |       |       |       |  |
|  |                  |                  |                  |         |         |             |             |             |  |  |       |       |       |  |
|  |                  |                  | Rain             | Rain    | Pin     |             |             |             |  |  |       |       |       |  |
|  | 3                | Mia Yim          | Rain             | Rain    | Pin     | Pin         |             |             |  |  |       |       |       |  |
|  | 3                | Mia Yim          |                  |         |         |             |             |             |  |  |       |       |       |  |
|  | 6                | Leva Bates       |                  |         |         |             |             |             |  |  |       |       |       |  |
|  | 6                | Leva Bates       |                  | Mia Yim | Mia Yim | Pin         |             |             |  |  |       |       |       |  |
|  |                  |                  |                  | Mia Yim | Mia Yim | Pin         |             |             |  |  |       |       |       |  |
|  |                  |                  | Ivelisse         |         |         |             |             |             |  |  |       |       |       |  |
|  | 7                | Ivelisse         | Pin              |         |         |             |             |             |  |  |       |       |       |  |
|  | 7                | Ivelisse         | Pin              |         |         |             |             |             |  |  |       |       |       |  |
|  | 2                | Santana          |                  |         |         |             |             |             |  |  |       |       |       |  |
|  | 2                | Santana          |                  |         |         |             |             |             |  |  |       |       |       |  |
|  |                  |                  |                  |         |         |             |             |             |  |  |       |       |       |  |

## Campeonas

### Campeona actual
La actual campeona es Ivelisse, quien se encuentra en su tercer reinado como campeona. Ivelisse ganó el campeonato tras derrotar a la excampeona Mercedes Martinez el 14 de diciembre de 2019 en Shine 64.
Ivelisse todavía no registra hasta el 29 de junio de 2025 las defensas televisadas:

### Lista de campeonas
|    | Luchadora         | N.º | Fecha                   | Días | Show o evento                             | Notas y referencias                                                                                  |
| -- | ----------------- | --- | ----------------------- | ---- | ----------------------------------------- | --- |
| 1  | Rain              | 1   | 13 de julio de 2013     | 196  | Shine 11                                  | Derrotó a Mia Yim en la final de un torneo.                                                          |
| 2  | Ivelisse          | 1   | 24 de enero de 2014     | 296  | Shine 16                                  | [ 3 ]                                                                                                |
| 3  | Mia Yim           | 1   | 16 de noviembre de 2014 | 138  | WWNLive China Tour                        | [ 4 ]                                                                                                |
| 4  | Santana Garrett   | 1   | 3 de abril de 2015      | 252  | Shine 26                                  | El Campeonato Mundial Femenil de la NWA de ella misma, también estuvo en juego.                      |
| 5  | Taylor Made       | 1   | 11 de diciembre de 2015 | 189  | Shine 31                                  | [ 6 ]                                                                                                |
| 6  | Ivelisse          | 2   | 17 de junio de 2016     | 210  | Shine 35                                  | Fue un Fatal 4-Way Match, la cual incluyó a Madison Eagles y Allysin Kay.                            |
| —  | Vacante           | —   | 13 de enero de 2017     | —    | —                                         | Debido a una lesión de Ivelisse.                                                                     |
| 7  | LuFisto           | 1   | 13 de enero de 2017     | 529  | Shine 40                                  | Fue un Triple Threat Match, el cual incluyó a Allysin Kay y Mercedes Martinez por el título vacante. |
| —  | Vacante           | —   | 26 de junio de 2018     | —    | —                                         | Debido a que LuFisto renunció al título por problemas de salud.                                      |
| 8  | Allysin Kay       | 1   | 8 de septiembre de 2018 | 209  | Shine 53                                  | Derrotó a Mercedes Martinez en la final de un torneo.                                                |
| 9  | Miyu Yamashita    | 1   | 5 de abril de 2019      | 31   | WWN Supershow Mercury Rising 2019         | El Campeonato Princesa de Princesa de Tokio de ella misma, también estuvo en juego.                  |
| 10 | Allysin Kay       | 2   | 6 de mayo de 2019       | 221  | TJP Girls Shining, I Will Fly To Sapporo! | [ 11 ]                                                                                               |
| 11 | Mercedes Martinez | 1   | 13 de diciembre de 2019 | 1    | Shine 63                                  | Fue un Title vs. Career Match.                                                                       |
| 12 | Ivelisse          | 3   | 14 de diciembre de 2019 | 680+ | Shine 64                                  | Este es el reinado más largo en la historia                                                          |

### Total de días con el título
La siguiente lista muestra el total de días que una luchadora ha poseído el campeonato si se suman todos los reinados que posee. Actualizado a la fecha del 29 de junio de 2025.
| + | Indica a la campeona actual |

| N.º | Campeona          | Reinados | Total de días |
| --- | ----------------- | -------- | ------------- |
| 1   | Ivelisse          | 3        | 2530+         |
| 2   | LuFisto           | 1        | 529           |
| 3   | Allysin Kay       | 2        | 430           |
| 4   | Santana Garrett   | 1        | 252           |
| 5   | Rain              | 1        | 196           |
| 6   | Taylor Made       | 1        | 189           |
| 7   | Mia Yim           | 1        | 138           |
| 8   | Miyu Yamashita    | 1        | 31            |
| 9   | Mercedes Martinez | 1        | 1             |

### Mayor cantidad de reinados
| Reinados | Luchadora (s) |
| -------- | ------------- |
| 3 veces  | Ivelisse      |
| 2 veces  | Allysin Kay   |